# Тырловка
Ты́рловка (укр. Ти́рлівка, пол. Tarłówka) — село на Украине, находится в Гайсинском районе Винницкой области.
Код КОАТУУ — 0520485303. Население по переписи 2001 года составляет 622 человека. Почтовый индекс — 24434. Телефонный код — 4352.
Занимает площадь 12,5 км².

## Адрес местного совета
24434, Винницкая область, Гайсинский р-н, с. Тырловка, ул. Центральна, 49